# Sorriso (football)
Marcos Vinicios Lopes Moura dit Sorriso, aussi appelé Marcos Vinicios, né le 23 février 2001 à Natal au Brésil, est un footballeur brésilien qui joue au poste d'ailier gauche au FC Famalicão.

## Biographie

### EC Juventude
Né à Natal au Brésil, Sorriso est formé par le ABC Futebol Clube, puis il rejoint le EC Juventude en 2017 et y poursuit sa formation.
Il joue son premier match en professionnel le 27 février 2021, lors d'une rencontre de première division brésilienne contre le SC Internacional. Il entre en jeu et son équipe est battu par un but à zéro,.

### RB Bragantino
Le 21 janvier 2022, Sorriso rejoint le RB Bragantino. Il signe un contrat de cinq ans, soit jusqu'en décembre 2026.
Sorriso inscrit son premier but pour le club le 17 avril 2022, lors d'une rencontre de championnat face à l'Atlético Clube Goianiense. Titularisé, il participe à la victoire de son équipe par quatre buts à zéro.

### FC Famalicão
Le 26 janvier 2024, Sorriso rejoint le Portugal, pour ce qui est sa première expérience en Europe et signe avec le FC Famalicão sous la forme d'un prêt jusqu'à la fin de la saison. Le club dispose d'une option d'achat sur le joueur,.
Sorriso se fait remarquer dès sa première apparition pour Famalicão en marquant également son premier but, le 10 février 2024 face au SC Farense. Titularisé, il ouvre le score mais les deux équipes se neutralisent (1-1 score final),.
Lors de l'été 2024 il est précisé que son prêt est en réalité d'un prêt d'un an et demi et qu'il contient une option d'achat s'élevant à 1,5 million d'euros.
Il marque dès la première journée de la saison 2024-2025, face au Benfica Lisbonne en marquant un but en ouvrant le score. Il contribue ainsi à la victoire de son équipe par deux buts à zéro.